# Mustache Pete
Mustache Pete fue un término de jerga que se utilizó entre la primera Mafia estadounidense para hacer referencia a los miembros de la mafia siciliana que emigraron ya adultos a los Estados Unidos (principalmente a Nueva York) a inicios del siglo XX.
A diferencia de los sicilianos-estadounidenses más jóvenes, conocidos como los "Jóvenes Turcos", los Mustache Petes de la vieja guardia tenían grandes mostachos y usualmente cometieron sus primeros asesinatos en Italia. Sus miembros más prominentes fueron Joe "the Boss" Masseria (1886–1931) y Salvatore Maranzano (1886–1931). Muchos de ellos también tenían conexiones con la mafia siciliana. Los Mustache Petes querían mantener las tradiciones criminales sicilianas en su nuevo país y estaban más interesados en trabajar explotando a sus compatriotas italianos que con el público en general. Para ello, se oponían al deseo de los miembros jóvenes de trabajar con las poderosas pandillas judías e irlandesas y con drogas.
Los miembros más jóvenes querían tomar el control desde que se dieron cuenta de las numerosas formas en que podían hacer fortuna, pero eran disminuidos por los Mustache Petes.
Esto molestaba a los jóvenes caporegimes, como Lucky Luciano (1897–1962) y Vito Genovese (1897–1969). Luciano y otros "Jóvenes Turcos" de la mafia neoyorquina concluyeron pronto que los Mustache Petes estaban demasiado establecidos en sus propias tradiciones como para ver los millones de dólares que podrían generarse trabajando con gánsters no italianos. Durante la guerra de los Castellammarenses (1930–31), Luciano construyó una red de mafiosos jóvenes tanto en los lados de Masseria como de Maranzano que secretamente querían asesinar a uno de los antiguos jefes. Ellos eventualmente decidieron matar a Masseria y fingieron lealtad a Maranzano hasta que tuvieron la oportunidad de matarlo también. Después de la muerte de Maranzano el 10 de septiembre de 1931, la nueva generación de mafiosos italianos reorganizaron el Sindicato nacional del crimen y fundaron La Comisión, convirtiendo la organización a algo más parecido a lo que es actualmente.
Los periodistas marcaron ese día como una purga de antiguos mafiosos conocida como la "Noche de las Vísperas Sicilianas"." Varios días después, el 13 de septiembre, los cadáveres de otros dos aliados de Maranzano, Samuel Monaco y Louis Russo, fueron recuperados de Newark Bay, mostrando evidencia de tortura. Mientras tanto, Joseph Siragusa, líder de la familia criminal de Pittsburgh, fue asesinado en su casa. La desaparición el 15 de octubre de Joe Ardizonne, jefe de la familia de Los Ángeles, sería atribuida luego como parte de este supuesto plan de eliminar rápidamente a todos los jefes sicilianos del viejo cuño. Sin embargo, la idea de una purga en masa, dirigida por Luciano, fue tachada como un mito.